# Boogie Nights
Boogie Nights es una película estadounidense de 1997 escrita, dirigida y producida por Paul Thomas Anderson. Está protagonizada por Mark Wahlberg, Burt Reynolds, Julianne Moore, William H. Macy, Don Cheadle, John C. Reilly, Philip Seymour Hoffman, Heather Graham y Luis Guzmán.
La historia sigue a un joven que trata de entrar en el negocio del cine pornográfico a finales de la década de 1970 y principios de los 80 en California y que, al igual que otros personajes, tiene que lidiar con los altibajos de la industria.

## Argumento
La película retrata la industria del cine pornográfico de finales de los 70 y principios de los 80, vista desde la perspectiva de un joven estrella del porno, Dirk Diggler (Mark Wahlberg). En la película se detalla su descubrimiento por el director porno Jack Horner (basado en William Margold), interpretado por Burt Reynolds. La historia se centra en la entrada de Diggler en el negocio, su ascenso al estrellato y su caída final debido a su adicción a la cocaína y las metanfetaminas, lo cual provoca que sufra paranoia e impotencia, apartándolo del negocio por arrogante.
El ascenso y caída de Dirk Diggler sirve como manera de explorar a otros personajes, la moda y eventos de finales de los años setenta y principios de los ochenta. Todos los personajes experimentan altas y bajas, relacionadas con cada uno de ellos: Jack, Amber, Buck, Rollergirl y Dirk.
Jack descubre al joven Eddie Adams trabajando en un club nocturno y pronto lo recluta dentro de la industria. Eddie adopta el nombre de "Dirk Diggler" y pronto se convierte en una celebridad en la industria porno, ganando varios premios y gastando sus ganancias en ropa, zapatos, una casa nueva y su posesión más preciada, un Chevrolet Corvette de color naranja competición.
Conscientes de la capacidad de Jack para mantener a la audiencia en sus asientos antes del clímax, Dirk y otra estrella porno, Reed Rothchild, presentan a Jack una idea sobre dos héroes de película porno de acción. Basándose en ellos mismos, desarrollan a Brock Landers y Chest Rockwell. No queda muy claro si se trata de policías, investigadores privados o simples vigilantes, pero sus películas se convierten en éxitos de taquilla.
El asistente de director de Jack, "Little" Bill (William H. Macy) está casado con otra estrella porno (interpretada por la estrella porno de la vida real Nina Hartley), quien constantemente lo humilla teniendo sexo con otros hombres, ocasionalmente en público. Él la descubre engañándolo en la fiesta de año nuevo teniendo una orgía. Entonces va hacia su coche, saca un revólver y le dispara a ella y a sus amantes. Después se suicida enfrente de los invitados a la fiesta. Esto marca un punto de ruptura en la película, ya que a partir de ese momento todos los personajes empiezan a cambiar.
En una larga secuencia, la película se mueve de personaje a personaje, mostrando sus altas y bajas después de que dejan la industria del porno. Los esfuerzos de Jack por mantenerse en el imperio del porno fracasan después de que su agente, el coronel James (Robert Ridgely), es encarcelado bajo cargos de pornografía infantil. El nuevo productor Floyd Gondoli (Philip Baker Hall) insiste en reducir costos filmando a actores amateurs y produciendo películas directo a video. A Jack le desagrada este nuevo formato de cinta y las películas sin guion, sin desarrollo de personajes o incluso, sin director. A pesar de todo intenta volver a levantar su carrera llevando a Rollergirl (Heather Graham) en una limusina, levantando a extraños para que tengan sexo con ella mientras la filma. Su plan fracasa debido a que uno de los levantados resulta ser un antiguo conocido de ella de sus tiempos en la preparatoria, quien la llama por su verdadero nombre, "Brandy", y la insulta. Ella y Jack lo golpean severamente, dejándolo sangrando en medio de la calle.
Amber Waver (Julianne Moore) se encuentra en una batalla legal contra su exesposo (John Doe) para obtener la custodia de su hijo. La corte falla en su contra debido a su carrera como estrella porno, su pasado criminal y su adicción a la cocaína, alegando que no sería una buena madre para el niño.
Buck Swope (Don Cheadle) se casa con otra estrella porno, Jessie St. Vincent (Melora Walters), quien al poco tiempo queda embarazada. Después de que le niegan un préstamo bancario para abrir una tienda de estéreos, Buck se detiene en una tienda de donuts. Estando en ella entra un ladrón a robar todo el dinero de la caja. En un extraño giro del destino el ladrón, un cliente armado que intenta detener al ladrón y el cajero de la tienda, se matan mutuamente, quedando Buck en medio de ellos totalmente ileso. Buck escapa con el dinero del asalto y lo usa para abrir su tienda.
Dirk (Mark Wahlberg) se convierte en adicto a la cocaína y las metanfetaminas. Durante una escena tiene una violenta pelea con Jack. Él y Reed se marchan para seguir su sueño de convertirse en estrellas de rock a principios de los ochenta. Sin embargo, debido a su adicción a las drogas no pueden pagar a un estudio para grabar un demo. Dirk y Reed, junto con su amigo mutuo Todd (Thomas Jane), intentan engañar al contrabandista Rahad Jackson (Alfred Molina) vendiéndole medio kilo de bicarbonato de sodio como si fuera heroína. Durante el trato, Todd intenta extorsionar al traficante y es asesinado durante un tiroteo. Dirk y Reed apenas logran escapar de la casa con vida. Dirk trata de prostituirse, pero es asaltado por un grupo de jóvenes, quienes lo golpean brutalmente. No mucho tiempo después Dirk regresa a la casa de Jack y los dos se reconcilian. Dirk vuelve a entrar a la industria porno, ya que muchos de los actores viven en la casa de Jack, en lo que es su versión de una familia. Un retrato de Little Bill también es visto en una pared cerca del punto donde se suicidó en la Nochevieja de 1980.

## Personajes principales
- Dirk Diggler (Mark Wahlberg). Su nombre real es Eddie Adams. Es un chico atractivo de preparatoria el cual es reclutado en la industria del porno por el director Jack Horner debido a que su pene mide trece pulgadas. Jack lo descubre cuando Eddie trabaja como lavaplatos en el club nocturno Reseda. Cambia su nombre a Dirk Diggler y se convierte en un éxito instantáneo en el mundo del porno. En los ochenta se convierte en adicto a la cocaína y después de una pelea con Jack abandona el estudio. Dirk es el personaje central de la historia. El personaje de Dirk fue inspirado en la vida del actor porno John C. Holmes.

- Jack Horner (Burt Reynolds). Un exitoso director de películas pornográficas. Conoce a Eddie Adams en un club nocturno en California y lo convence de considerar una carrera en el cine para adultos. Es una figura paternal para quienes integran su círculo de amigos y actores. Su sueño es el dirigir películas que no sean simplemente sexo, sino historias que mantengan a la audiencia hasta que llega el clímax. Su oportunidad de rodar su película más exitosa llega con la primera de la serie de "Brock Landers". El personaje de Jack Horner ha sido atribuido a una amalgama de poderosos del porno como William Margold, Bob Chinn y Bill Amerson.

- Amber Waves (Julianne Moore). La estrella femenina en las películas de Jack Horner. Es adicta a la cocaína y tiene serios problemas emocionales, ocasionados principalmente por la pérdida de la custodia de su hijo contra su exesposo. El hijo de Amber nunca es visto en el filme. Se enamora de Dirk tan pronto como se conocen y poco a poco viene a ser como un hijo para ella. Ella introduce a Dirk en su adicción a la cocaína. Su verdadero nombre es Maggie. Mucha de la inspiración para este personaje vino de Julia St. Vincent, quien fue novia de John Holmes.

- Rollergirl (Heather Graham). Una joven y atractiva actriz porno, que aparece frecuentemente en los filmes de Jack, le llaman "rollergirl" debido a que nunca se quita sus patines. Al igual que Dirk abandona sus estudios de preparatoria para hacer su carrera en la industria del cine para adultos. Es "adoptada" por Amber como su hija después de que Dirk abandona el estudio de Jack para perseguir sus propios intereses. Como Dirk, se vuelve adicta a la cocaína, presumiblemente debido a Amber. Su verdadero nombre es Brandy. Al final de la película se le ve de vuelta en la preparatoria para obtener su certificado.

- Reed Rothchild (John C. Reilly). Un veterano en la industria, Reed se convierte en el mejor amigo de Dirk. Reed es egocéntrico y aparenta tener más conocimientos y talentos que los que en realidad tiene. Él y Dirk crean y estelarizan su propia serie porno a finales de los setenta. Se vuelve adicto a la cocaína y deja el estudio de Jack al mismo tiempo que Dirk. Su verdadera vocación es convertirse en mago, lo que aparentemente logra al final del filme.

- Buck Swope (Don Cheadle). Vendedor de medio tiempo de estéreos y actor porno. Buck constantemente trata de encontrar un estilo y moda que le quede bien dentro de las ropas de los setenta y los ochenta. Se casa con su compañera porno Jessie St. Vincent y pronto tienen un bebé. Durante los ochenta Buck trata de abrir una tienda de estéreos, pero su solicitud de préstamo no pasa debido a su pasado como actor porno. Posteriormente abre su tienda con el dinero que obtuvo de manera fortuita en un asalto a una tienda de donas. Por una extraña coincidencia, el ladrón, un cliente y el dueño acaban muertos en el asalto, lo que le permite salir de ahí con el dinero del robo, con el que finalmente abre su tienda. Finalmente adquiere un estilo de moda que le va bien, influenciado por la moda de los ochenta.

- Scotty J. (Philip Seymour Hoffman). Un tímido y nervioso homosexual miembro del equipo de filmación de Jack. Scotty trabaja diseñando las posiciones detrás de cámara, así como operador de micrófonos. Se enamora de Dirk la primera vez que lo mira. Scotty idolatra a Dirk al punto de que, estando ebrio, trata de besarlo, pero es rechazado. A pesar de todo, junto con Reed, Scotty sigue y apoya a Dirk incluso después que éste se pelea con Jack.

- Little Bill (William H. Macy). Asistente de director de Jack. Little Bill tiene muy poca autoestima debido a su naturaleza tímida y a su esposa estrella del porno (interpretada por la estrella del porno de la vida real Nina Hartley), quien pasa la mayor parte de su vida pública y privada teniendo sexo con otros hombres. En la Nochevieja de 1979 durante la fiesta de Jack, la tolerancia de Little Bill hacia las infidelidades de su esposa finalmente colapsa, saca un revólver y asesina a su esposa, a su amante y finalmente a él mismo. Su muerte es el punto de partida hacia la caída de los demás personajes. Al final de la película un retrato de Little Bill aparece en el pórtico de la casa de Jack Horner.

- Jessie St. Vincent (Melora Walters). Una actriz porno que se une al equipo de Jack después de que Dirk se vuelve famoso. Ella y Buck se enamoran y se casan. El nombre de su personaje es una referencia a Julia St. Vincent, actriz porno y biógrafa de John Holmes.

- Becky Barnett (Nicole Ari Parker). Actriz porno de raza negra que aparece en muchos de los filmes de Jack. Trata de encontrar el amor en la industria, pero falla una y otra vez, hasta que en los ochenta finalmente se casa con un mánager que conoce en la fiesta de Año Nuevo de Jack. En una escena eliminada que aparece en la versión en DVD se revela que su esposo abusa psicológicamente de ella.

- Maurice Rodríguez (Luis Guzmán). Es el dueño de una disco de éxito en los setenta llamada Hot Traxx Nightclub donde asisten habitualmente Jack Horner y su grupo de actores. Rollergirl trabaja allí como camarera durante un tiempo. Maurice convence a Jack de que le permita actuar en algunas de sus películas, cumpliendo así su deseo de convertirse en actor, aunque sea temporalmente. Al final de la película abre un nuevo club nocturno más grande y renovado junto a sus hermanos.

- El coronel James (Robert Ridgely). Es el productor de las películas de Jack. Es visto frecuentemente acompañado de pequeñas y jóvenes mujeres hasta que es arrestado en los ochenta por pornografía infantil al serle descubiertas fotografías y videos en el transcurso de una investigación sobre la muerte de una de sus jovencitas. Esto corta definitivamente el apoyo monetario de los filmes de Jack. Es mostrado al final de la película siendo violentamente asaltado por su compañero de celda.

- Floyd Gondolli (Philip Baker Hall). Un frío hombre de negocios y productor de la industria. Antes del arresto del coronel trata de convencer a Jack para empezar a filmar películas en video con actores desconocidos para bajar costos, pero Jack se rehúsa. Después del arresto del coronel, Jack no tiene quien le financie sus películas excepto Floyd, y Floyd solo financia proyectos de video. Como resultado Jack se ve forzado a filmar sus películas en video y en las condiciones que Floyd le exige.

- Todd Parker (Thomas Jane). Amigo cercano de Reed. Trabaja como estríper en un club nocturno llamado "Party Boys", pero también consigue cocaína para Reed y Dirk. En una venta de drogas, Parker es asesinado a tiros por Rahad Jackson.

- Rahad Jackson (Alfred Molina). Un excéntrico traficante de drogas que pasa la mayor parte de su tiempo escuchando cintas mezcladas e inhalando cocaína. Vive en una parte influyente de la ciudad y compra drogas de quien sea. Todd, Reed y Dirk tratan de engañarlo vendiéndole bicarbonato de sodio en lugar de heroína con resultados desastrosos.

## Producción
La idea de Boogie Nights fue desarrollada después de que Paul Thomas Anderson hiciera un cortometraje documental, The Dirk Diggler Story, para video en 1988. El proyecto fue basado sobre los absurdos de la pornografía y las historias "detrás de escena" de muchas estrellas del porno. En particular The Dirk Diggler Story fue influenciado por un documental llamado Exhausted, el cual presentaba a John Holmes como su base. Este documental había sido dirigido por Julia St. Vincent y Anderson lo describe como una carta de amor hacia Holmes. Ambos, el documental y Holmes tuvieron bastante influencia en Boogie Nights, sobre todo en los personajes de Dirk Diggler y Amber Waves.
Después de que Anderson completara su experiencia en la escritura y el rodaje de su primer filme Sydney (luego nombrado Hard Eight por el estudio) se puso a trabajar en el guion de Boogie Nights, tomando a Dirk Diggler como punto de inicio. El guion finalmente se convirtió en una historia de 185 páginas que mostraba no solo a un personaje, sino a varios de manera individual en la industria de la pornografía, casi todos ellos inspirados en personajes reales que Anderson había investigado durante años. Anderson fue franco con el estudio cuando les presentó la idea de la película: sería un film de tres horas de duración y catalogado como NC17 (para mayores de 17 años) debido al tema que trataba. A pesar de saber que esto haría que muchos ejecutivos se alejaran del proyecto, Anderson lo hizo para limitar la potencial intervención que había resultado en Sydney, cuando el estudio la había tomado.
Sorprendentemente, Mike De Luca y New Line Cinema apoyaron a Anderson y a su guion totalmente. New Line dio luz verde al guion, asumiendo que la nostalgia de los setenta además de una excelente banda sonora serían suficientes para vender la película. Las únicas condiciones fueron que la película no costara más de quince millones de dólares y que se aseguraran que fuera catalogada como R (restringida a mayores de 21 años). 
Además de actuar y tratar de convencer a otras personas, Anderson filmó cada escena del guion, sin embargo tuvo que realizar varios cortes en la edición. Su actitud hacia los ejecutivos del estudio empeoró cuando la película fue presentada por primera vez a un grupo de prueba. Mucha gente esperaba una comedia ligera y nostálgica sobre la pornografía de los setenta, y en lugar de esto vieron una película dramática, larga y complicada. El apoyo al proyecto un tanto fragmentado mejoró cuando los críticos vieron la película y la comentaron favorablemente. En su estreno recaudó la modesta cantidad de 26 millones de dólares (obtuvo una recaudación mayor tuvo en su lanzamiento en video). Para finales de 2006 la película había recaudado 43.1 millones de dólares en todo el mundo, 26.4 millones de dólares solo en Estados Unidos y el resto en otros países. La crítica favorable le valió a Anderson el dirigir el siguiente éxito de New Line, Magnolia.

## Banda sonora
Se editaron dos bandas sonoras de la película. La primera en 1997 y la segunda en 1998. A pesar de que los dos discos coinciden bastante omiten algunas canciones. Las canciones omitidas son "99 Luftballons", de Nena, "Lonely Boy", de Andrew Gold, y "The Sage" (pieza para chelo que se escucha en la casa de Jack Horner), de Chico Hamilton.

## Premios y nominaciones

### Óscar
| Año  | Categoría               | Candidato            | Resultado |
| ---- | ----------------------- | -------------------- | --------- |
| 1998 | Mejor actor de reparto  | Burt Reynolds        | Nominado  |
| 1998 | Mejor actriz de reparto | Julianne Moore       | Nominada  |
| 1998 | Mejor guion original    | Paul Thomas Anderson | Nominado  |

### Globos de Oro
| Año  | Categoría               | Candidato      | Resultado |
| ---- | ----------------------- | -------------- | --------- |
| 1998 | Mejor actor de reparto  | Burt Reynolds  | Ganador   |
| 1998 | Mejor actriz de reparto | Julianne Moore | Nominada  |

### Premios BAFTA
| Año  | Categoría              | Candidato            | Resultado |
| ---- | ---------------------- | -------------------- | --------- |
| 1998 | Mejor actor de reparto | Burt Reynolds        | Nominado  |
| 1998 | Mejor guion original   | Paul Thomas Anderson | Nominado  |

### Premios del Sindicato de Actores
| Año  | Categoría     | Resultado |
| ---- | ------------- | --------- |
| 1998 | Mejor reparto | Nominado  |

### Premios del Círculo de Críticos de Cine de Florida
| Año  | Categoría     | Resultado |
| ---- | ------------- | --------- |
| 1998 | Mejor reparto | Ganadora  |

### MTV Movie Awards
| Año  | Categoría                      | Resultado |
| ---- | ------------------------------ | --------- |
| 1998 | Mejor caracterización femenina | Ganadora  |